# M103 (Kampfpanzer)
Der M103 war ein schwerer Panzer der Zeit des Kalten Krieges aus US-amerikanischer Produktion und bis zur Einführung des M1 Abrams der schwerste amerikanische Panzer. Er war beim United States Marine Corps und der United States Army im Einsatz.

## Geschichte

### Planungen

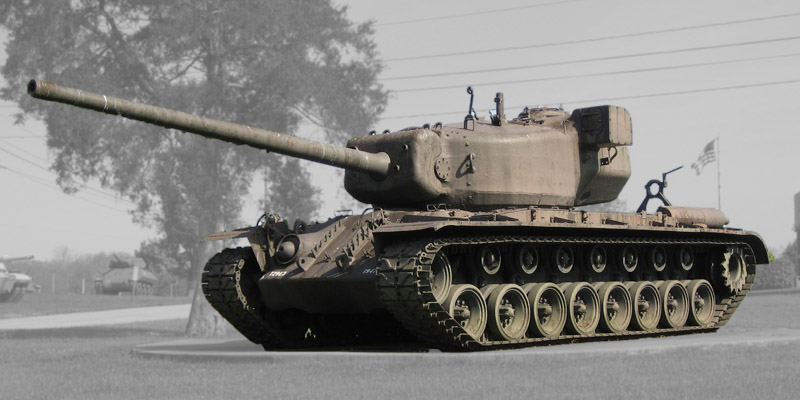
Prototyp des Kampfpanzers T29

Im Kalten Krieg wurde der M103 entwickelt, um bei einer direkten Konfrontation mit schweren sowjetischen Panzern zu bestehen. Gegen Ende des Zweiten Weltkrieges standen für die United States Army mehrere schwere Kampfpanzer in der Entwicklung (T28 bzw. T95, T29, T30, T32 und T34). Keines dieser Fahrzeuge erreichte die Serienreife. 1948 wurde ein weiterer Prototyp mit der Bezeichnung T43 fertig gestellt. Weitere vier Vorserienmodelle bis zum T43E1 folgten. Letzterer ging dann in die Serienproduktion. Zwischen Dezember 1952 und Juni 1954 wurden bei Chrysler bzw. der Detroit Arsenal Tank Plant 300 Stück gefertigt. Erst 1953 erfolgte die endgültige Benennung in M103.
Die Hauptaufgabe des M103 in der US Army sollte das präzise Bekämpfen feindlicher Panzer zur Unterstützung eigener Panzer und Infanterieeinheiten über große Entfernungen sein. An zweiter Stelle war die Aufgabe gestellt, Feuerunterstützung für eigene mittlere Kampfpanzer bei deren Einsätzen aus einer Position heraus zu liefern, von der aus das Schlachtfeld überblickt werden konnte. Das United States Marine Corps betrachtete das Fahrzeug als Waffensystem der zweiten Welle, das bei amphibischen Landungen den leichten Kräften der ersten Welle folgen und dann einen möglichen feindlichen Gegenangriff mit schweren Panzern abwehren sollte.
Das Marine Corps erwies sich letztlich als treibende Kraft hinter dem Projekt, nachdem sich Stabschef J. Lawton Collins, offenbar unter dem Einfluss von Industrievertretern, kritisch über die Rolle des Panzers auf dem zukünftigen Schlachtfeld geäußert hatte.

### Einsatzhistorie
1957/58 wurden die ersten Fahrzeuge den Streitkräften übergeben, die letzten M103 standen beim United States Marine Corps noch bis 1973 im Dienst. Die Produktion musste mehrfach wegen veränderter Anforderungen der Armee umgestellt werden und bereits produzierte Fahrzeuge wurden durch Rüstsätze auf den jeweils neusten Stand gebracht. Der Listenpreis bei der Bestellung im Dezember 1950 betrug rund 500.000 US-Dollar.
Nach dem ersten Baulos von 300 Fahrzeugen waren in den nächsten Jahren noch 114 Einzelmängel abzustellen. Zum Erfüllen seiner Hauptaufgaben, dem Direktbeschuss auf lange Entfernungen, erwies sich das Feuerleitsystem als unzureichend. Turmschwenkmechanik und Höhenrichtanlage arbeiteten bei den ersten Serienfahrzeugen zunächst nicht präzise genug und verloren zudem schnell ihre Kalibrierung. Diese Probleme betrafen die gesamte Turmkonstruktion und zwangen zu einem grundlegenden Umbau. Die Turmschwenkmechanik und Richtanlage wurde von hydraulisch auf Elektromotoren umgestellt. Den Richtschützen, der zuvor rechts neben dem Kommandanten im Turmheck gesessen hatte, verlegte man vor den rechten Ladeschützen in das vordere Turmdrittel. Er erhielt dort eine neue Zieloptik, seine alte Zieloptik wurde mit dem Sichtgerät des Kommandanten gekoppelt, der nun den Richtschützen gegebenenfalls übersteuern und die Hauptwaffe einsetzen konnte. Weiter wurde unter das Turmdach ein stereoskopischer Entfernungsmesser montiert. Am alten Richtschützenplatz wurde das Munitionslager für die Granaten der zweiteiligen Munition eingerichtet. Dazu erhielt der nun „M103A1“ genannte Panzer, jedoch nur in der Variante des United States Marine Corps, einen Turmkorb, bei dem sich der Boden mit dem Turm drehte und auf dem so die Ladeschützen stehen und arbeiten konnten. So war das Fahrzeug auch für dynamischere Gefechtssituationen auf kürzere Distanzen geeigneter, als die US-Army-Version, bei der die Priorität weiter auf Feuerunterstützung aus großer Entfernung lag.
Ausgestattet mit dem Benzinmotor AV-1790-C (604 kW), einer Variante eines Motors aus dem um zehn Tonnen leichteren Kampfpanzer M47, war der M103 mit 34 km/h und 80 Meilen (130 km) Reichweite pro Tankfüllung recht unbeweglich. Mit der ursprünglichen Aufgabenstellung war das weniger problematisch, aber das flexiblere Schlachtfeld, mit dem die Planer des Marinecorps rechneten, verlangte mehr Motorenleistung und größere Reichweite. Deshalb wurde auf den AVDS-1790-2A Dieselmotor des Kampfpanzers M60 umgerüstet. Da dieser größere Abmessungen hatte, mussten der Motorenraum in der Wanne umgestaltet und die Luftfilter des Motors aus dem Motorraum in externe Boxen auf den Kettenabdeckungen neben dem Motor verlegt werden. Die neue Reichweite des M103A2 betrug 300 Meilen (483 km) und die Spitzengeschwindigkeit erreichte 37 km/h.
Kein M103-Panzer kam je zum Kampfeinsatz. In Süddeutschland stationierte Verbände der US Army waren jedoch mit dem M103 ausgerüstet. Eine Einheit des 33rd Armor Regiment in Westdeutschland wurde mit 72 M103A1 ausgerüstet, die die US Army vom US Marinecorps zu dem Zweck 1959 geliehen hatte.
Die Produktion wurde letztlich zugunsten des M60-Programms eingestellt. Für den M103 musste mit dem Bergepanzer M51 ein speziell dafür ausgelegtes Modell entwickelt werden.

## Versionen

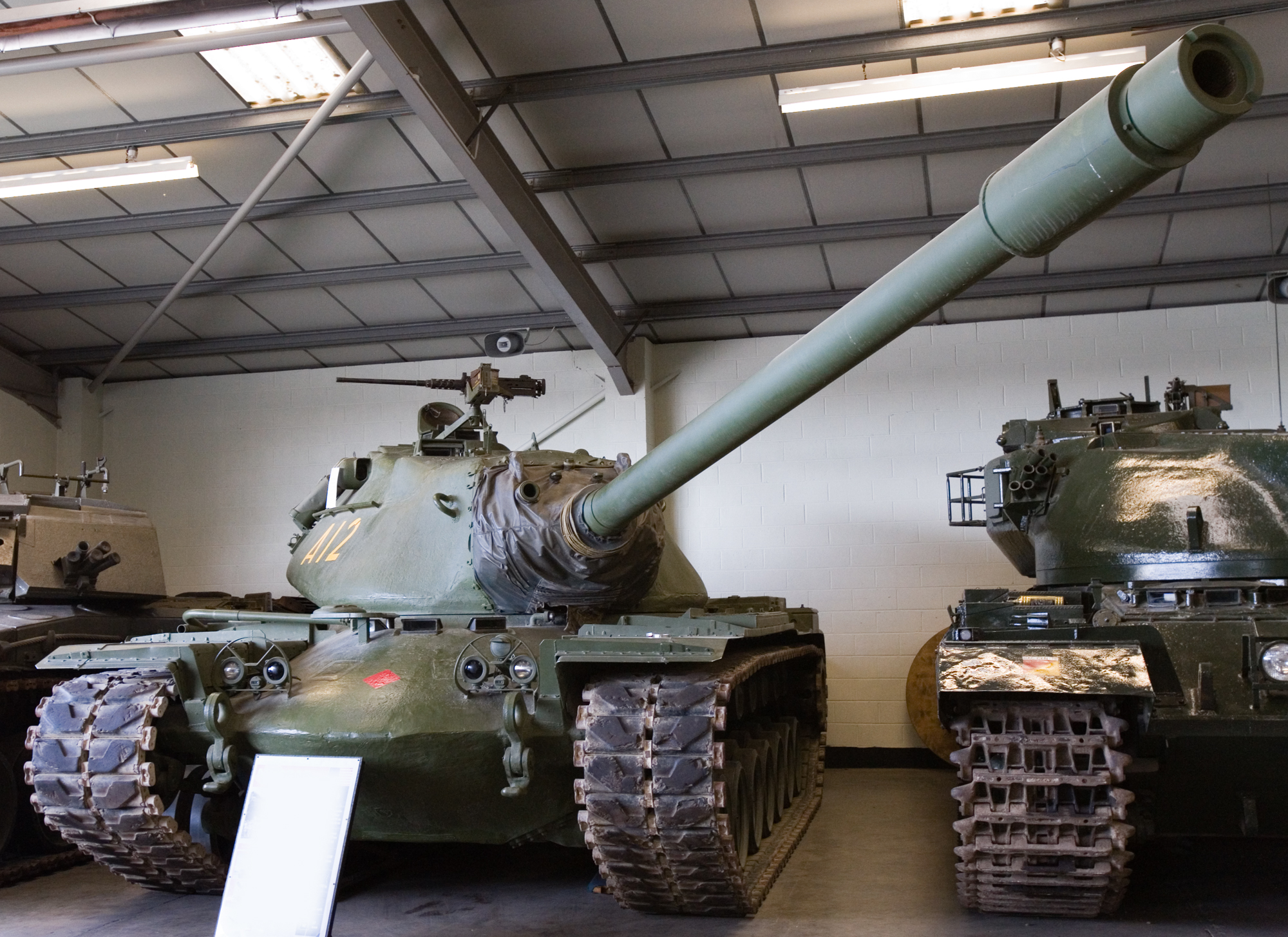
M103A2 im Panzermuseum Bovington

### M103A1
Mit dem Einbau eines verbesserten Feuerleitsystems (Steroscopic T52), den Einbau eines Feuerleitrechners T33 und die Anbringung eines Turmkorbes wurden insgesamt 219 Fahrzeuge 1959 zum Modell M103A1 umgebaut. Eines der beiden koaxialen Maschinengewehre wurde entfernt. Die elektrische Anlage des Turms wurde verstärkt.

### M103A2
1964 wurden 153 Fahrzeuge durch den Einbau eines Dieselmotors AVDS-1970-2AD aus dem M60-Panzer (was den Straßenfahrbereich auf 480 km erhöhte), ein neues Entfernungsmessgerät XM2A und 152 weiteren Verbesserungen bzw. Umbauten weiter verbessert. Der A2 wurde nur vom US Marine Corps eingesetzt.

## Technische Beschreibung
Die gegossene Wanne des Fahrzeuges entspricht der verlängerten Wanne des Kampfpanzers M48A2. Der M103 hatte ein vom M47 übernommenes, um eine Laufrolle verlängertes Stützrollenlaufwerk mit Drehstabfederung. Die Verbinderkette wurde über sieben Laufrollen und sechs Stützrollen je Seite geführt. Die Antriebsräder saßen am Heck, die Leiträder am Bug des Fahrzeuges. Das höhere Gewicht des M103 beschleunigte den Verschleiß des Laufwerkes. Ausgerüstet war der Panzer mit IR-Fahrlicht und einem IR/Weißlicht Zielscheinwerfer koaxial zur Kanone. Diese hatte einen Höhenrichtbereich von −8 bis +15 Grad und war nicht stabilisiert. In der Nähe der Mündung war ein Rauchabsauger angebracht; eine Mündungsbremse war nicht vorhanden. Die Kommandantenkuppel befindet sich turmmittig im hinteren Bereich. Die Munition musste (wie bei den schweren sowjetischen Panzern mit der 122-mm-Kanone) getrennt (Kartusche und Geschoss) geladen werden. Grund war das hohe Gesamtgewicht von Kartusche und Geschoss, das nur eine getrennte manuelle Handhabung durch die Ladeschützen zuließ. Um die damit verbundenen Probleme beim Munitionsfluss zu mindern, besaß der M103 zwei Ladeschützen. Es waren 34 Schuss 120-mm-Munition, 5250 Schuss 7,62-mm-Munition und 1000 Schuss 12,7-mm-Munition an Bord.
|                              | M103                                                                              | M103A1                                                                            | M103A2                                                                            |
| ---------------------------- | --------------------------------------------------------------------------------- | --------------------------------------------------------------------------------- | --------------------------------------------------------------------------------- |
| Besatzung                    | 5 (davon 2 Ladeschützen)                                                          | 5 (davon 2 Ladeschützen)                                                          | 5 (davon 2 Ladeschützen)                                                          |
| Hauptbewaffnung              | 120-mm-Kanone M58                                                                 | 120-mm-Kanone M58                                                                 | 120-mm-Kanone M58                                                                 |
| Sekundärbewaffnung           | 2 × 7,62-mm-MG Browning M19194E1 koaxial, 1 × 12,7-mm-MG Browning M2 auf dem Turm | 2 × 7,62-mm-MG Browning M19194E1 koaxial, 1 × 12,7-mm-MG Browning M2 auf dem Turm | 2 × 7,62-mm-MG Browning M19194E1 koaxial, 1 × 12,7-mm-MG Browning M2 auf dem Turm |
| Länge über alles             | 11,32 m                                                                           | 11,32 m                                                                           | 11,32 m                                                                           |
| Länge der Wanne              | 6,98 m                                                                            | 6,98 m                                                                            | 6,98 m                                                                            |
| Motor                        | luftgekühlter 12-Zylinder-Benzinmotor Continental AV1790                          | luftgekühlter 12-Zylinder-Benzinmotor Continental AV1790                          | luftgekühlter 12-Zylinder-Dieselmotor Continental AVDS-1790-2                     |
| Leistung                     | 810 PS (596 kW) bei 2800/min                                                      | 810 PS (596 kW) bei 2800/min                                                      | 750 PS (552 kW)                                                                   |
| Höchstgeschwindigkeit Straße | 34 km/h                                                                           | 34 km/h                                                                           | 34 km/h                                                                           |
| Fahrbereich                  | 129 km                                                                            | 129 km                                                                            | 480 km                                                                            |
| Kletterfähigkeit             | 0,91 m                                                                            | 0,91 m                                                                            | 0,91 m                                                                            |
| Grabenüberschreitfähigkeit   | 2,29 m                                                                            | 2,29 m                                                                            | 2,29 m                                                                            |
| Steigfähigkeit               | 60 %                                                                              | 60 %                                                                              | 60 %                                                                              |
| Watfähigkeit                 | 1,22 m                                                                            | 1,22 m                                                                            | 1,22 m                                                                            |
| Bodendruck                   | 0,90 kg/cm2                                                                       | 0,90 kg/cm2                                                                       | 0,90 kg/cm2                                                                       |
| Panzerung                    | mm                                                                                | Zoll                                                                              |                                                                                   |
| Wannenbug                    | 127                                                                               | 5                                                                                 |                                                                                   |
| Wannenseite                  | 50                                                                                | 2                                                                                 |                                                                                   |
| Wannendach                   | 25                                                                                | 1                                                                                 |                                                                                   |
| Kanonenblende                | 245                                                                               | 9,7                                                                               |                                                                                   |
| Turmstirnwand                | 127                                                                               | 5                                                                                 |                                                                                   |
| Turmseite                    | 70                                                                                | 2,75                                                                              |                                                                                   |
| Turmdach                     | 38                                                                                | 1,5                                                                               |                                                                                   |

### Kanonenmunition

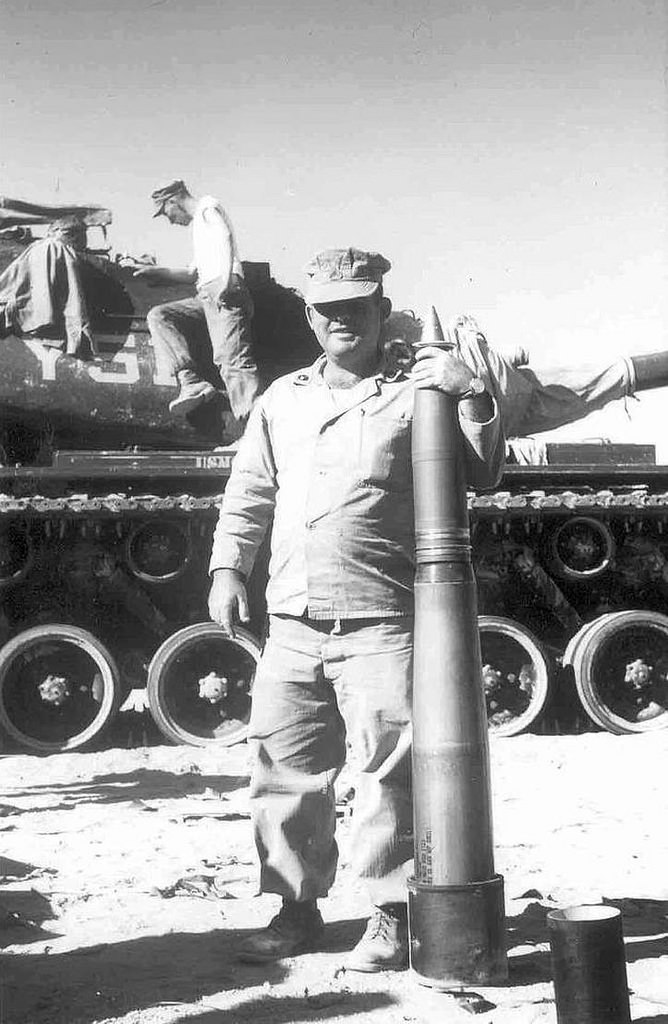
Marineinfanterist 1959 mit Treibladung und (eigentlich separatem) M456 Geschoss.

Folgende Munitionssorten standen zur Verfügung:
- Panzerbrechende Geschosse mit ballistischer Haube; M358 (Armor Piercing Ballistic Capped-Tracer/APC-T)
- Sprenggranaten; M456 (High Explosive / HE)
- Panzerbrechende Hohlladungsgranaten mit Leuchtspur und Flügelstabilisierung; M469, (High Explosive Anti Tank (Fin Stabilized)-Tracer / HEAT)
- Sprenggranaten mit Leuchtspur (High Explosive – Tracer / HET)
- Übungsgeschosse mit Leuchtspur (Practice – Tracer / PracT)
- Phosphorgranaten (Phosphorus / PH)
- Phosphorgranaten mit Leuchtspur (Phosphorus – Tracer / PHT)

## Weiterentwicklungen
Nachdem sich der M103 als Fehlschlag erwiesen hatte, versuchte man, trotz des sehr erfolgreichen Nachfolgemodells M60, weiterhin einen schweren Kampfpanzer zu entwickeln. Es wurden noch folgende Prototypen gebaut:
- Kampfpanzer T54 (in drei verschiedene Ausführungen)
- Kampfpanzer T57 (auf T43-Fahrgestell mit 105-mm-Kanone)
- Kampfpanzer T58 (auf T43-Fahrgestell mit 155-mm-Kanone)
- Kampfpanzer T69 (auf T43-Fahrgestell mit 105-mm-Kanone)
- Kampfpanzer T77 (keine Informationen erhältlich – wahrscheinlich Nuklearbewaffnung)
- Kampfpanzer T110 (keine Informationen erhältlich – wahrscheinlich Nuklearbewaffnung)

Keines dieser Fahrzeuge kam über das Versuchsstadium hinaus.

## Noch existierende Exemplare
- im Ordnance Center and Museum in Aberdeen Proving Ground/Maryland (M103)
- in Radcliffe/Kentucky (M103)
- im 4th Infantry Division Museum in Fort Hood/Texas (M103 + T43)
- in Fort Lewis/Washington (M103)
- in Fort McClellan in Anniston/Alabama (M103A2)
- im 45th Infantry Museum in Oklahoma City/Oklahoma (M103A2)
- im Armed Forces Center in Syracuse/New York (M103A2)
- im Credit Island Park in Davenport/Iowa (M103)
- im Military Vehicle Technology Foundation in Portola Valley/California (M103A2)
- im Marine Corps Mechanized Museum in Camp Pendleton/California (M103)
- im Pioneer Park in Nacogdoches/Texas (M103 nicht funktionsfähig)

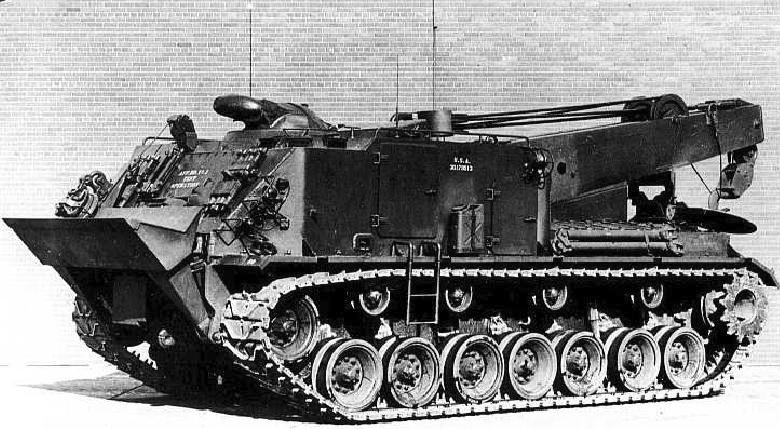
Bergepanzer M51

- im Panzermuseum Bovington

## Bergepanzer M51
Für diese Gewichtsklasse reichten die vorhandenen Bergepanzer leistungsmäßig nicht aus. Es musste daher ein Bergepanzer gebaut werden, der den Anforderungen des M103 entsprach. Der M51 (Prototypenbezeichnung T6 und T6E1) hatte eine Besatzung von vier Mann, einen Kran mit 30 Tonnen Leistungsfähigkeit und eine Bergewinde mit 60 Tonnen Zugkraft. Sie wurden ebenfalls bei Chrysler gebaut und später zusammen mit den M103 ausgesondert. Über die gefertigten Stückzahlen gibt es widersprüchliche Angaben.